# Diplazon hispanicus
Diplazon hispanicus là một loài tò vò trong họ Ichneumonidae.